# ORTF-Stereosystem
Als ORTF-Stereosystem bezeichnet man eine Anordnung von zwei Mikrofonen für die Tonaufnahme in Äquivalenzstereofonie zur Lautsprecherstereofonie.

## Geschichte
Das  ORTF-Stereosystem wurde um das Jahr 1960 von Toningenieuren des französischen Rundfunks (Radio France) entwickelt, der 1964 zum Office de Radiodiffusion Télévision Française = ORTF reorganisiert wurde.
Durch eine Reihe praktischer Versuche und Hörvergleiche fanden sie ein Stereo-Hauptmikrofonsystem, das aus zwei Kleinmembranmikrofonen in Nierencharakteristik besteht und eine recht gleichmäßige Verteilung der Phantom-Schallquellen auf der Stereo-Lautsprecherbasis als Hörereignisrichtung ergibt. Es fand sich hierbei ein Achsenwinkel zwischen den beiden Mikrofonen von α = ±55° = 110°, sowie eine Mikrofonbasis (Abstand der Mikrofonkapseln) von a = 17,0 cm.

## Der wirksame Aufnahmebereich

Mikrofone in ORTF-Anordnung - Äquivalenzstereofonie

Der dadurch wirksame Aufnahmebereich des Mikrofonsystems beträgt ±48° = 96°. Bei der Bildung der jeweiligen Hörereignisrichtung wirken frequenzneutrale Interchannel-Pegeldifferenzen ∆ L und gleichsinnige Interchannel-Laufzeitdifferenzen ∆ t als Lautsprechersignale zusammen. Diese Aufnahmetechnik wird gemischte Stereofonie oder Äquivalenz-Stereofonie genannt. Somit wird gleichzeitig die Intensitätsstereofonie und die Laufzeitstereofonie angewendet. Das Verwenden dieser Signaldifferenzen wird mit Äquivalenz bezeichnet.
Üblicherweise muss dieses spezielle Mikrofonsystem (Mikrofonanordnung) vom Toningenieur aus zwei einzelnen Kleinmembranmikrofonen zusammengesetzt werden. Großmembranmikrofone oder solche mit Doppelmembran sollten wegen der frequentiell unausgeglichenen Richtcharakteristiken und der größeren Phasengänge nicht dazu verwendet werden.

Auch wenn es ratsam erscheint, selbst mit den beiden Parametern Achsenwinkel α für Δ L und Mikrofonbasis a für Δ t zu experimentieren, wozu es praktische Mikrofonhalterungen gibt, ist ein fest montiertes ORTF-Mikrofonsystem erhältlich. Eine weitere Mikrofonaufstellung in Äquivalenz-Stereofonie ist z. B. das NOS-Stereosystem.

### Abwandlungen
Nicht selten findet man als Abstand der Mikrofone voneinander die Angabe von 17,5 cm. Diese Abweichung vom Original ist zwar praktisch vollkommen unbedeutend, jedoch entspricht sie nicht dem authentischen Wert.
Unter dem Namen ORTF-Anordnung kursieren darüber hinaus auch noch weitere ähnliche Winkel- und Abstandsverhältnisse bei Mikrofonsystemen. So ist eine Anordnung mit einer Mikrofonbasis von 30 cm und einem Achsenwinkel von ±45° = 90° in der Praxis sehr gebräuchlich, siehe NOS-Stereosystem.
Nicht zu vergessen ist das EBS-Stereosystem nach Eberhard Sengpiel, bei dem der eingestellte Winkel der Hauptachsen zwischen den Mikrofonen, also der Achsenwinkel α mit insgesamt 90° ganz genauso groß ist, wie der sich ergebende Aufnahmebereich des Mikrofonsystems. Das heißt, dieses Mikrofonsystem muss im Abstand so vor dem Ensemble aufgestellt werden, dass die Mikrofon-Hauptachsen genau auf den Rand des Klangkörpers zeigen. Dann wird die Schallquelle gleichmäßig auf der Lautsprecherbasis verteilt von Lautsprecher zu Lautsprecher wiedergegeben. Diese Bedingung ist stets dann erfüllt, wenn das Mikrofonsystem sich in einem Abstand zum Klangkörper befindet, der die Hälfte der Klangkörperausdehnung beträgt.
Das ORTF-System ist demnach allein jenes mit den rein empirisch festgelegten Werten 17 cm und ±55° = 110°. Der an dieser Stelle wegen der scheinbaren Anschaulichkeit oft zitierte Ohrabstand beim menschlichen Kopf war hierbei aber nicht von Belang. Dieser Abstand hat auch generell bei der Gewinnung von Signalen für die Lautsprecherwiedergabe keine direkte Bedeutung.

### Verwendung
Eine Tonaufnahme mit einem solchen ORTF-System als Hauptmikrofon wird häufig noch durch Stützmikrofone und Hallmikrofone ergänzt.
Das ORTF-System wird von manchen Tonverantwortlichen abgelehnt, weil der für die Räumlichkeit einer Aufnahme entscheidende Laufzeitanteil der Signale relativ gering ist. Vielfach wird dem NOS- oder EBS-System der Vorzug gegeben.